# Armées catholiques et royales

Les Armées catholiques et royales regroupaient l'ensemble des armées royalistes de l'ouest de la France lors de la guerre de Vendée et de la Chouannerie pendant la Révolution française.
- Armée catholique et royale de Vendée
  - Armée catholique et royale d'Anjou et du Haut-Poitou
  - Armée catholique et royale du Centre
  - Armée catholique et royale du Bas-Poitou

- Armée catholique et royale de Bretagne
  - Armée catholique et royale du Morbihan
  - Armée catholique et royale de Rennes et de Fougères
  - Armée catholique et royale des Côtes-du-Nord

- Armée catholique et royale du Maine, d'Anjou et de la Haute-Bretagne
  - Armée catholique et royale du Maine
  - Armée catholique et royale du Bas-Anjou et de Haute-Bretagne

- Armée catholique et royale de Normandie

- Armée catholique et royale (1832)